# Estadio Narcís Sala
El estadio o campo municipal Narcís Sala es un estadio de fútbol situado en la ciudad de Barcelona, usado por la UE Sant Andreu para sus partidos. Tiene una capacidad de 6570 espectadores y su césped es artificial.

## Historia
Es el campo de la UE Sant Andreu desde 1970, sucediendo a los siguientes estadios:
- Can Tisó (1909-1914), situado cerca del barrio de la Trinidad Vieja.
- Campo de las Medicinas (1912-1925), situado cerca de la actual calle Concepción Arenal.
- Campo de la calle Santa Coloma (1914-1969), situado en los mismos terrenos del actual Narcís Sala.

El estadio se llamó campo municipal de la calle Santa Coloma hasta el 7 de diciembre de 1980. En 1972 se inauguró su iluminación artificial, y en 2010 se instalaron asientos en todas sus gradas, quedando reducida su capacidad de 18 000 a 6563 espectadores.